# Eugene Melnyk
Pour les articles homonymes, voir Melnyk.
Eugene Nestor Melnyk, né le 27 mai 1959 à Toronto au Canada et mort le 28 mars 2022,, est un homme d'affaires et mécène ukraino-canadien.

## Biographie
Les parents de Melnyk, d'origine bukovienne de Tchernovtsy, ont déménagé au Canada au milieu des années 1940.
Il a étudié à Toronto.
Melnyk a continué l'affaire de son père qui avait été médecin. Après la mort de ce dernier, Melnyk a commencé à travailler dans la publicité pour la production pharmaceutique. En 1989, il a fondé la campagnie pharmaceutique Biovail Corporation, qui s'occupait de l'élaboration et l'étude des nouvelles préparations médicales, dont le revenu annuel a dépassé un milliard de dollars en 2006.
L'homme d'affaires fructueux possède aussi le club de hockey des Sénateurs d'Ottawa, pour lequel il a payé 120 millions de dollars. Son autre passion est l’élevage des chevaux. Il est le propriétaire d'une écurie en Floride, où il possède jusqu'à 550 chevaux de choix, qui participent à différentes compétitions, et, en remportant des courses, procurent à l'homme d'affaires un bénéfice supplémentaire.
Melnyk explique ainsi « le secret » des acquisitions : il faut beaucoup travailler et attirer à son business des professionnels. Il vit avec sa famille à la Barbade, un petit État insulaire des Caraïbes.
Melnyk est venu pour la première fois dans le pays natal de ses parents après l'acquisition de l'indépendance de l'Ukraine. Eugène Melnyk parle ukrainien, veut aider la patrie des parents à surmonter les difficultés et entrer dans le cercle des pays économiquement fructueux du monde.